# Cheiloclinium diffusiflorum
Cheiloclinium diffusiflorum är en benvedsväxtart som först beskrevs av John Miers, och fick sitt nu gällande namn av Albert Charles Smith. Cheiloclinium diffusiflorum ingår i släktet Cheiloclinium och familjen Celastraceae. Inga underarter finns listade.